# IC 3213
 IC 3213 ist eine linsenförmige Galaxie vom Hubble-Typ E/S0? im Sternbild Coma Berenices am Nordsternhimmel. Sie ist schätzungsweise 454 Millionen Lichtjahre von der Milchstraße entfernt.
Das Objekt wurde am 23. März 1903 von Max Wolf entdeckt.